# Noord (metropolitana di Amsterdam)
La stazione Noord (letteralmente: «nord») è una stazione della metropolitana di Amsterdam, capolinea settentrionale della linea 52 (Noord/Zuidlijn).

## Storia
La stazione entrò in servizio il 21 luglio 2018, con l'attivazione della linea nord-sud.

## Caratteristiche
Si tratta di una stazione di superficie con due binari serviti da una banchina ad isola.